# Contea di Norrbotten
La contea di Norrbotten o Norrbottens län è una delle contee o län della Svezia, situata nell'estremo nord del paese. È la più grande contea svedese ma è anche la meno popolata, visto l'ambiente fisico sfavorevole all'insediamento umano.
Confina con le contee di Västerbotten e il Golfo di Botnia, confina inoltre con le contee norvegesi di Nordland e Troms e con la provincia della Lapponia in Finlandia.

## Comuni
|  | Da nord a sud (dati popolazione del 31/12/2005). Nella ex provincia storica di Norrbotten: - Pajala (6 798) - Övertorneå (5 299) - Överkalix (3 872) - Boden (28 176) - Kalix (17 483) - Haparanda (10 184) - Älvsbyn (8 655) - Luleå (72 751) - Piteå (40 873) Nella provincia storica della Lapponia svedese: - Kiruna (23 135) - Gällivare (19 077) - Jokkmokk (5 534) - Arjeplog (3 159) - Arvidsjaur (6 814) |

## Parchi naturali
In questa contea si trovano alcuni parchi nazionali della Svezia:
- Parco nazionale Vadvetjåkka
- Parco nazionale Stora Sjöfallet
- Parco nazionale Sarek
- Parco nazionale Pieljekaise
- Parco nazionale Padjelanta
- Parco nazionale Muddus
- Parco nazionale Arcipelago Haparanda
- Parco nazionale Abisko